# 拍動 (キリトの曲)
「拍動」（はくどう）は、日本のミュージシャン、キリトの6枚目のシングルである。2007年7月25日発売。発売元はavex trax。

## 概要
- 通常盤と初回受注限定生産盤の二種リリース。初回受注限定生産盤にはDVD付き。

## 収録曲

### CD
1. 拍動(4:24)
作詞・作曲：KIRITO、編曲：成田忍
2. Torque(3:58) 
作詞・作曲：KIRITO、編曲：藤井麻輝

### DVD
1. 拍動 [PV-MOVIE ver.]

## 収録アルバム
- オリジナル『Negative』（2007年8月22日）

## タイアップ
- 拍動：東京テアトル配給映画「こわい童謡 裏の章」主題歌